# Cornelis Ketel

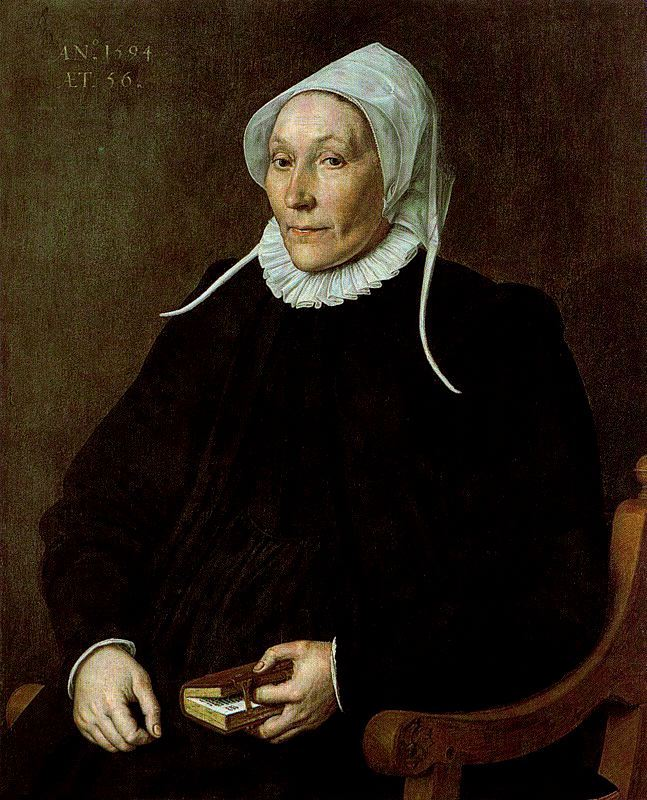
Věk 56, Cornelis Ketel, olej na dřevě, 1594, Muzeum Thyssenů-Bornemiszů, žena ve věku 56 let

Cornelis nebo Cornelius Ketel (18. března 1548 Gouda – 8. srpna 1616 Amsterdam) byl nizozemský manýristický malíř, který působil v alžbětinském Londýně v letech 1573–1581 a v Amsterdamu od roku 1581 do počátku 17. století. Známý je hlavně jako malíř portrétů. Působil také jako básník a řečník, od roku 1595 se zabýval také sochařstvím. Ketel se narodil mimo manželství v Goudě v roce 1548 a učil se u svého strýce Jacoba Cornelisze van Oostsanenena.

## Životopis
Podle Ketelovy biografie napsané jeho současníkem Karlem van Manderem se chtěl malíř soustředit na nejprestižnější žánr, historické malby zahrnující i mytologické či náboženské náměty. Během svého života bohužel nenašel pro taková díla kupce, Anglie ani Nizozemsko neměly v té době potřebu rozsáhlých historických obrazů a o žádné z Ketelových historických nebo alegorických maleb není známo, že by se dochovaly neporušené. Přežily jen kresby a tisky. Významně však ovlivnil vývoj typu malby, která byla v tomto období žádaná ve Spojených státech, portrét občanské skupiny. Karel van Mander tvrdí, že ke kariéře malíře byl směrován vitrážistou Dirckem Crabethem. Je možné, že manželka bratra Dirca Crabetha byla příbuzná Woutera Crabetha II. a byla také Ketelova příbuzná.(Neověřená informace.) Před svou cestou do Paříže, kolem roku 1565, Ketel studoval v Delftu u Anthonie Blocklandt van Montfoorta (1533–1583). V Paříži žil s Jean de la Hame, malířem skla krále Karla IX. Z Paříže odjel do Fontainebleau, kde pracoval v roce 1566, v posledních letech první malířské školy Fontainebleau, což mělo bezpochyby vliv na formování jeho vkusu jako manýristického malíře alegorií. V roce 1567, kdy byly všichni občané Habsburského Nizozemska vyhnáni, byl i Ketel nucen zem opustit.
Vrátil se do Goudy. Nizozemské hospodářství bylo těžce zasaženo okupací města v roce 1572. Proti španělskému panování v Nizozemsku se postavili nejen tzv. Geuzen (francouzsky: Les Gueux, česky: Žebráci), což byl název konfederací kalvinistických nizozemských šlechticů, kteří se od roku 1566 postavili proti španělskému panování v Nizozemsku), ale i další rebelové, kteří zahájili povstání proti nenáviděným Habsburkům. Válku následoval v roce 1573 mor, který zabil 20 procent populace. Zároveň nizozemská vzpoura vstoupila do nové a hlubší fáze, která destabilizovala každodenní život v celém Nizozemsku.
Ketel odcestoval do Anglie, kde pracoval mezi roky 1573–1570. Byl jedním z několika vyhnanců z Nizozemska, kteří působili na tudorovském královském dvoře. Jeho přítel Karel van Mander popisuje portrét sira Christophera Hattona, hraběte z Oxfordu, anglického politika a oblíbence Alžběty I. a dalších šlechticů včetně jejich manželek a dětí. V roce 1578 dostal povolení portrétovat královnu Alžbětu I. při příležitosti návštěvy vévodkyně za Somersetu v Hamworthově domě.
Ketel stále toužil malovat obrazy s alegorickými náměty, bohužel o taková díla nebyl v Anglii zájem. Proto se proto před rokem 1581 vrátil do Nizozemska, kde měšťanům představil malbu skupinového portrétu v životní velikosti a stal se posléze úspěšným portrétistou. Nizozemská společnost poznamenaná povstáním a válečným utrpením byla nepřátelská k manýristické alegorii a dokonce i k jednodušším mytologickým námětům. Pro ně byla taková díla spojena s nenáviděnými Habsburky, vládci, proti kterým se bouřili.
Za Ketelova žáka je považován Cornelis van der Voort (nar. 1576), který se stal v Amsterodamu úspěšným portrétistou. Pieter Isaacsz z Dánska byl také určitě Ketelovým žákem a Karel van Mander se zmiňuje i o dalších. Ignatius Walvis, historik z Goudy z počátku 18. století říká, že umělec Wouter Pietersz. Crabeth (1594–1644), vnuk a jmenovec malíře skla Woutera Crabetha I. (1510–1590), studoval také u Ketela.[nespolehlivý zdroj?] V roce 1613 prodělal Ketel cévní mozkovou příhodu a zemřel v roce 1616 v Amsterdamu.

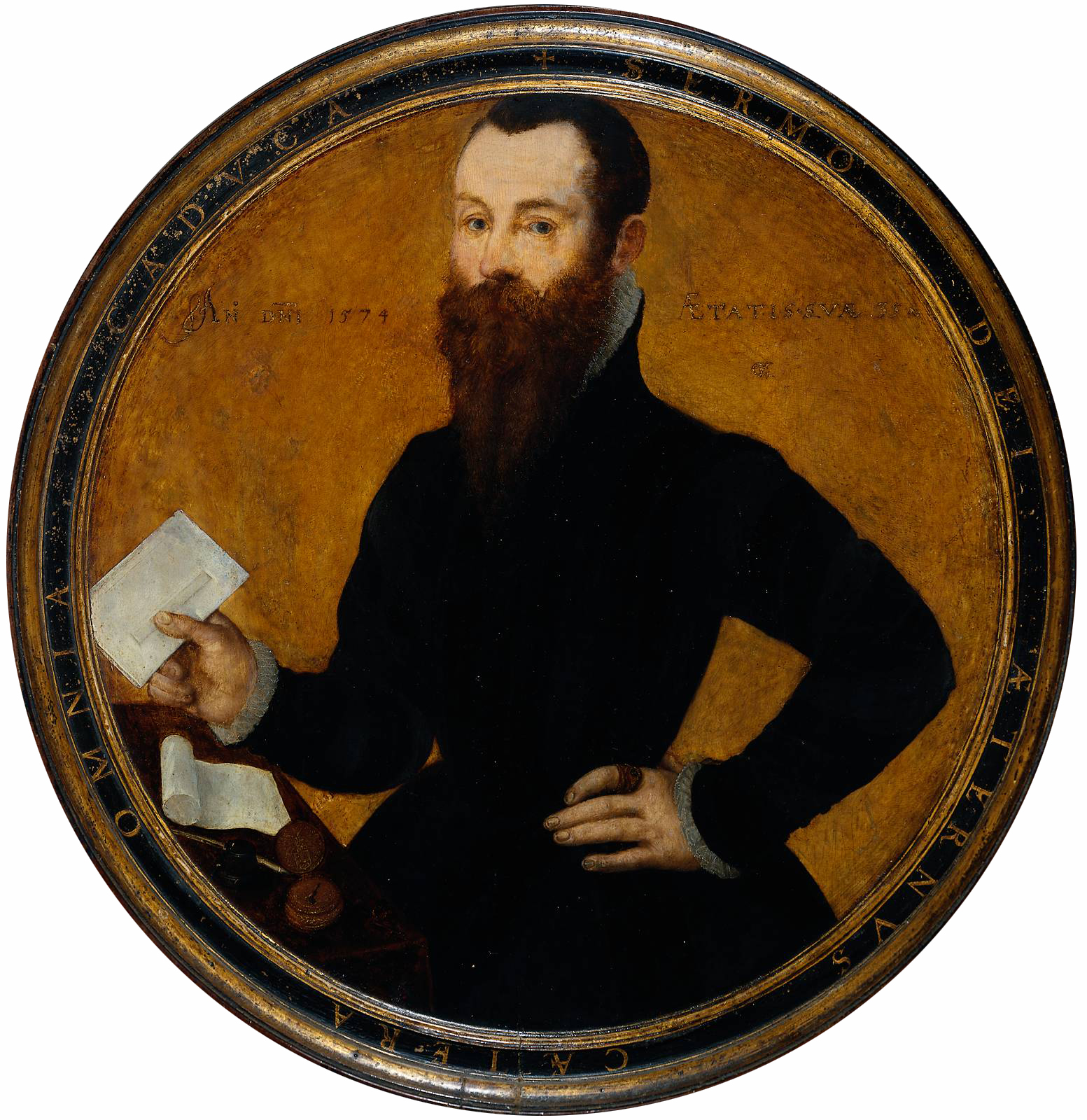
Adam Wachendorff, obchodník ze Steelyardu, Londýn, 1574

### Léta v Londýně
V Londýně se Ketel stal úspěšným portrétistou. Karel van Mander píše, že Ketelovými patrony byli prosperující němečtí obchodníci z Hanzy, ze Steelyard, což byla obchodní čtvrť hanzovních obchodníků v Londýně. Byl pověřen vytvořením obrazu Force overcome by Wisdom and Prudence (Triumf moudrosti a obezřetnosti nad silou). Jeho práce byla předložena siru Christopheru Hattonovi a ten představil Ketela u dvora. Tak se dostal Ketel v roce 1578 k portrétování královny Alžběty I.
Množství Ketelových obrazů z těchto let, z nichž většina je nyní ztracena, lze odhadnout podle jeho provizí. V roce 1577 byl Ketel pověřen vytvořením série 19 portrétů pro společnost Cathay Company. Jedním z nich je slavný, ale velmi poškozený portrét sira Martina Frobishera v Bodleian Library v Oxfordu. Několik obrazů inuitských postav Frobisher přivezl zpět do Anglie. Ketelův autoportrét, vytvořený rytcem Hendrickem Barym, je dnes Royal Collection (Královská sbírka). V nedávné době byla série portrétů členů rodiny Thomase Smythe z roku 1579, (nyní na roztroušena na různých místech), označena za dílo Cornelise Ketela. Všechny Ketelovy alegorické obrazy jsou pravděpodobně ztraceny, nicméně jedno z malířových mistrovských děl považované za ztracené, Triumf moudrosti a obezřetnosti nad silou z roku 1580, bylo objeveno a vystaveno v Tate Museum v Londýně v roce 1995 na významné výstavě nazvané Dynasties. Painting in Tudor and Jacobean England 1530–1630. Tento fragment, který byl nedávno objeven, je dnes jediný pozůstatek bohaté produkce Ketelových alegorií, podrobně popsaný ve van Manderovi v jeho díle o historii holandských, vlámských a německých malířů Schilder-Boeck z roku 1604.
Podle záznamů si Ketel účtoval 1 libru za portrét hlavy a ramen a 5 liber za celou postavu. Malíř Nicholas Hilliard, zlatník a tehdy nejžádanější malíř miniatur zpravidla dostával 3 libry za miniaturu.

## Pozdější práce
Některé Ketelovy historické obrazy jsou dokumentovány různými způsoby, včetně obrazu Democritus a Heracleitus, který Rembrandt ve věku okolo třinácti let brilantně kopíroval, když se učil u Pietera Lastmana v Amsterdamu. Jednalo se možná o tronie, holandský žánr imaginárních portrétů mytologických nebo historických osob.
Ketelův obraz z roku 1588 The Company of Captain Rosecrans, nejstarší nizozemský skupinový portrét, kde jsou postavy zobrazeny v životní velikosti a značně ovlivnily pozdější umělce jako je Rembrandt ve svém Night Watch (Noční hlídka) z roku 1642. Mezi malíře, kteří byli ovlivněni tímto stylem patřil také Frans Hals a Bartholomeus van der Helst – a tak Ketel vytvořil v Amsterdamu tradici portrétů skupin. Halsovy postavy na obrazech z Haarlemu jsou malovány jen do výše kolen, ale jeho velký portrét z Amsterdam ukazuje postavy v životní velikosti. Ketel, stejně jako Hals, na svých obrazech umísťuje postavy bočně v nepravidelných rozestupech, ale všechny figury jsou v přední části obrazu; teprve Rembrandt své figury staví hluboko do obrazového prostoru.
Spolu s Pieterem Pieterszem starším byl Ketel po mnoho let hlavním portrétistou v Amsterdamu. Byl součástí jedné generace holandských portrétních malířů, jejichž stále sofistikovanější práce položila základy pro jejich mnohem slavnější nástupce. Zatímco v Anglii portréty v olejích zůstávaly převážně omezeny na dvůr a šlechtu, v Nizozemsku byly již běžné mezi prosperujícími obchodními třídami. Ketel žil u Oude Kerk (Amsterodam), kde koupil v roce 1593 dům na tzv. Velvet Canal. Jak Ketel, tak Pietersz vytvořili amsterdamský styl, často označovaný jako sty postav sedících velmi blízko k obrazové rovině, z neobvyklého úhlu a úzce ořezaný rámem (viz Double Portrait of a Brother and Sister). Je možné, že Ketel si vytvořil vlastní album póz, ze kterých si mohl zákaznk vybírat. Portrét tak mohli vytvořit asistenti studia, aniž by byla vyžadována přítomnost modelu. Van Mander zaznamenává, že kolem roku 1600 Ketel občas odhodil štětec a maloval přímo prsty a dokonce vyvinul způsob malování nohama a rukama – pravděpodobně ovšem pouze krátkodobě. Mohl to být způsob jak bavit sebe a sedící model, aby se zbavil nudy. Alternativním, možná pravděpodobnějším vysvětlením je, že byl nucen tak pracovat pro postupující paralýzu či artritidu, která ho konečně zcela ochromila v letech 1610–1613.

## Galerie

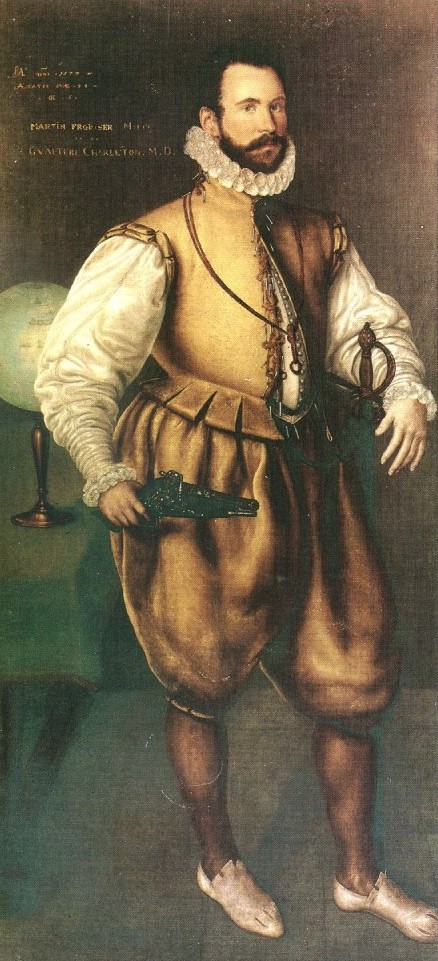
Sir Martin Frobisher, 1577
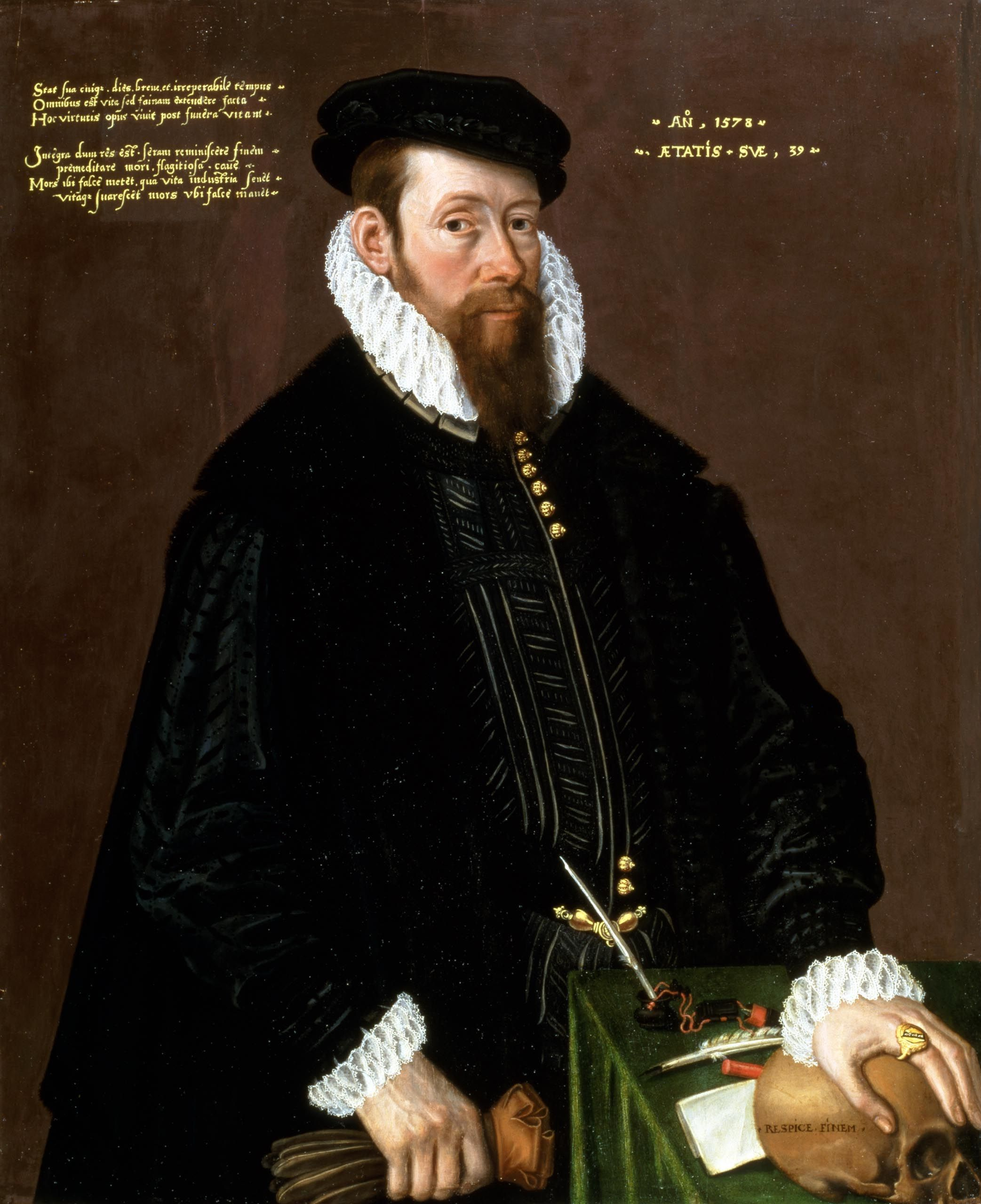
Thomas Pead, 1578, na lebce je nápis Respice finem
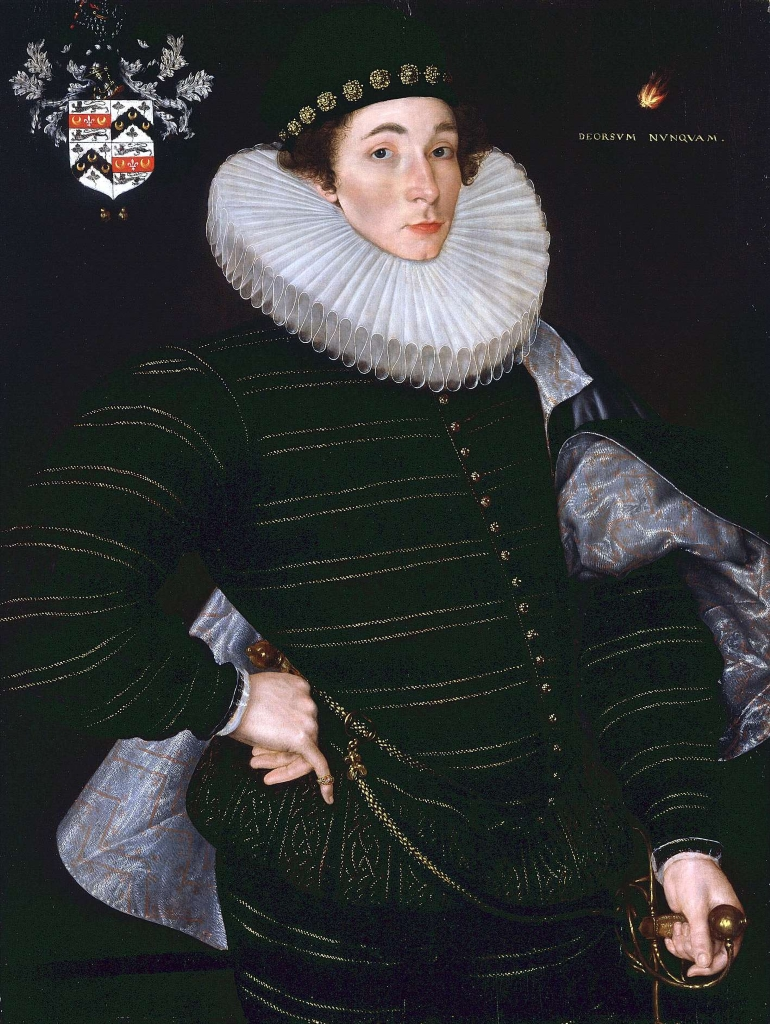
Richard Goodricke of Ribston, 1578
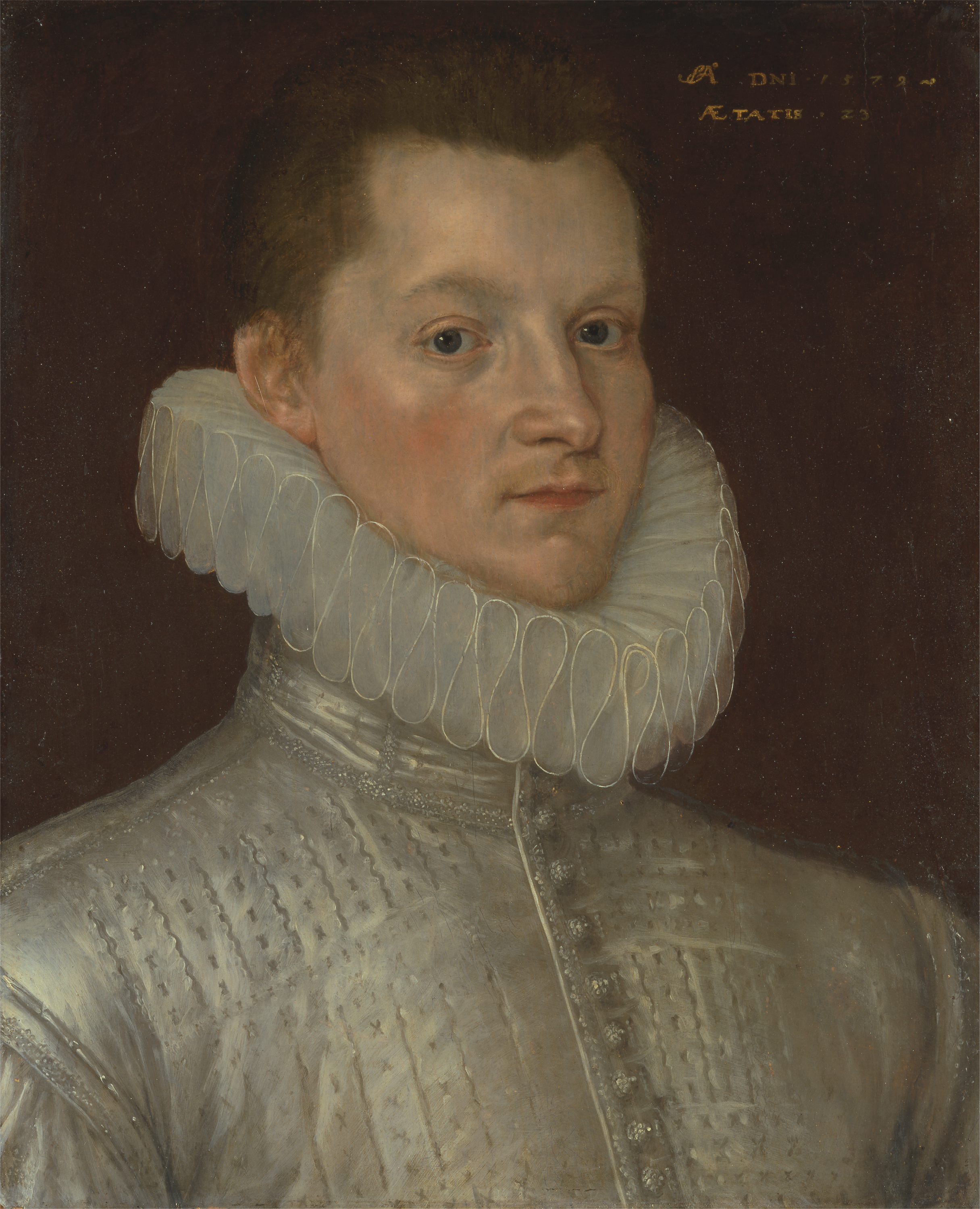
John Smythe, 1579
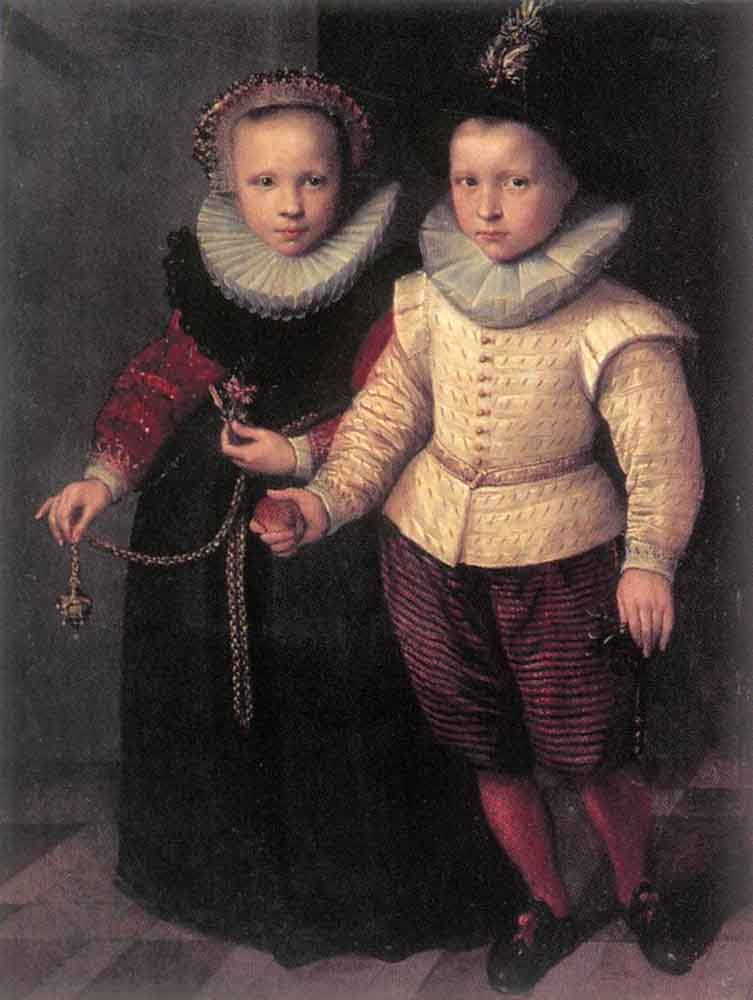
Dvojportrét bratra a sestry, asi 1604
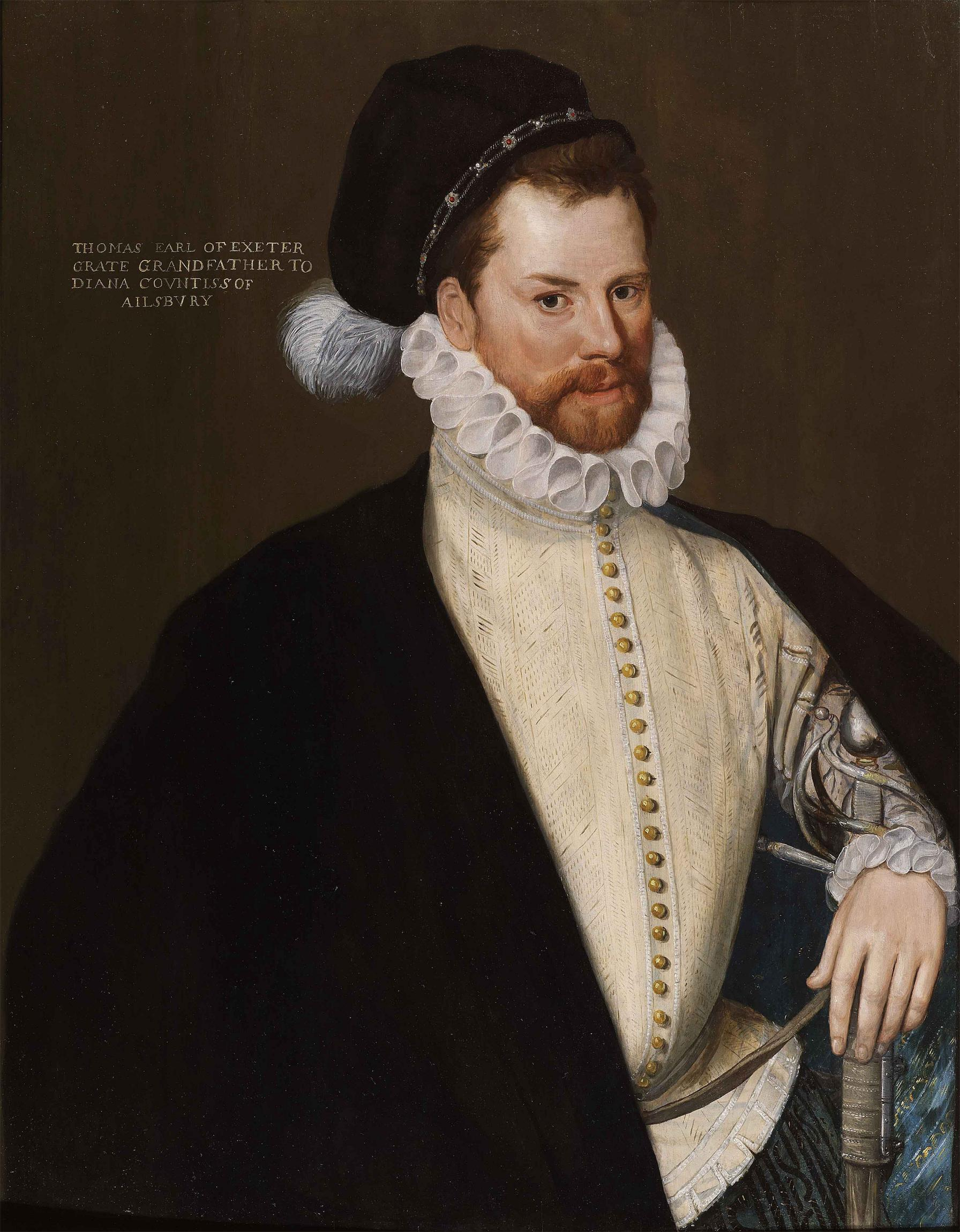
Cornelis Ketel (attr) Thomas Cecil, 1. hrabě z Exeteru, 1575